# STX Finland
STX Finland Oy, anciennement Aker Yards Oy, était une société de construction navale finlandaise exploitant trois chantiers navals en Finlande, à Turku, Helsinki et Rauma, employant quelque 2 500 personnes. Il faisait partie de STX Europe, un groupe de sociétés internationales de construction navale appartenant à la société sud-coréenne STX Corporation.
La moitié du chantier d'Helsinki a été vendue à l'USC russe en 2010. En septembre 2013, STX Finlande a annoncé que le chantier naval de Rauma serait fermé en juin 2014. En août 2014, le chantier naval de Turku est vendu à Meyer Werft, la société d'État finlandaise Industry Investment et renommé Meyer Turku Oy.

## Histoire
STX Finland Oy est un descendant de différentes entreprises de constructions navales. Wärtsilä exploite les chantiers navals d'Helsinki et de Turku depuis les années 1930. Wärtsilä Marine fait faillite en 1989 après avoir fusionné avec les chantiers navals Valmet. Masa-Yards est créé par Martin Saarikangas avec un financement des compagnies maritimes pour terminer les navires en construction, prenant finalement en charge les opérations des anciens chantiers navals de Wärtsilä. Au milieu des années 90, Kvaerner achète Masa-Yards et Kvaerner Masa-Yards est né. En 1991, les entreprises de construction navale de Hollming Oy de Rauma et de Rauma-Repola de fusionnent pour former Finnyards. Cette société est rachetée par Kvaerner et devient Aker Finnyards. En janvier 2005, Kvaerner Masa-Yards et Aker Finnyards fusionnent pour former le « nouveau » Aker Finnyards Oy. Le nom de la société est changé en Aker Yards Oy le 7 juin 2006 et en STX Finland Cruise Oy le 23 novembre 2008. Depuis septembre 2009, la société s'appelle STX Finland Oy.
STX Finlande et ses prédécesseurs ont construit de nombreux navires de croisière de luxe, y compris le tout premier bateau de croisière moderne spécialement construit, le Song of Norway. Les navires de croisière plus récents construits par la société comprennent les deux navires de classe Oasis, Oasis of the Seas (2009) et Allure of the Seas (2010) qui détenaient le record des plus grands navires de croisière du monde jusqu'en 2015, date à laquelle Harmony of the Seas est lancé au chantier naval STX Europe aux Chantiers de l'Atlantique en France.

### 2012 - 2013 crise de financement
Fin 2012, STX négocie avec RCCL une commande d'un grand bateau de croisière. Afin de garantir la base financière du projet, STX fait une demande de prêt de 50 millions d'euros au gouvernement finlandais et une copie de la demande aux médias.
Le gouvernement finlandais, alors dirigé par le gouvernement Katainen, est mis dans une situation difficile. L'emploi au chantier de Turku est un sujet sensible pour les deux partis au pouvoir : le Parti de la coalition nationale et le Parti social-démocrate. Bien que la somme soit relativement faible, la situation financière de STX est médiocre et, selon une analyse, la somme réellement nécessaire est plus importante. Il semble évident que STX a essayé de faire pression sur le gouvernement finlandais pour qu'il donne d'abord une somme plus petite qu'il utilisera plus tard comme levier pour des demandes ultérieures. Le gouvernement est dans une situation politiquement difficile, car le public, les partis d'opposition et aussi les membres de leur propre parti veulent prêter de l'argent afin de garantir la précieuse commande. L'autre option aurait été de devenir copropriétaire, mais le gouvernement ne veut pas avoir un partenaire commercial financièrement instable. Au lieu de cela, le gouvernement adopte une autre stratégie : essayer de trouver un nouveau propriétaire pour le chantier naval de Turku en secret aux Coréens et acheter la société d'ingénierie navale basée à Helsinki, Aker Arctic. L'homme derrière ce projet est le ministre des Affaires économiques, Jan Vapaavuori.
Malgré la forte pression, en décembre 2012, le gouvernement refuse d'accorder le prêt, sous prétexte formel que l'UE n'autorise pas l'octroi de subventions aux entreprises non rentables. Le chantier naval de Turku perd la commande qui revient au chantier naval français de Saint-Nazaire (Chantiers de l'Atlantique) où le gouvernement est plus généreux. La décision du gouvernement finlandais est accueillie avec consternation et de vastes critiques de toutes parts ; cependant, le principal groupe d'opposition, le Parti du centre est modéré pour juger les décideurs politiques, car les chefs du parti sont conscients du mauvais état du STX.

## Récupération de projets de construction
Le chantier STX de Turku a deux navires de croisière en construction pour la compagnie allemande TUI Cruises. L'armateur ainsi que d'autres financiers des projets observent la situation financière du constructeur naval et se méfient de STX après le refus du gouvernement finlandais de financer de nouveau projet. L'avenir de la construction navale finlandaise est mauvais ; un chantier sans carnet de commandes est sans valeur. Par conséquent, les projets en cours doivent être sécurisés de toute urgence. Alors que la filiale finlandaise est en crise, le propriétaire coréen est resté passif. Les négociations avec STX sont difficiles car il est difficile de trouver les bonnes personnes qui ont le mandat de prendre des décisions dans l'entreprise, et les créanciers, la Banque coréenne de développement comme la plus grande, ont eu leur mot à dire dans les décisions financières de l'entreprise lourdement endettée. Le gouvernement finlandais obtient un soutien extrêmement important de RCCL, principal propriétaire de TUI Cruises. RCCL fait des concessions pour garantir la base financière. Spéculativement, RCCL veut sauver le chantier parce qu'il ne eut pas perdre une partie importante de la capacité mondiale de construction de navires de croisière. De plus, STX vznd la zone du chantier naval de Perno pour 23,5 millions d'euros et l'État apporte un soutien à l'innovation à STX. Le financement des navires TUI est assuré grâce à ces actions.